# KIAA0040
KIAA0040 (англ. KIAA0040) – білок, який кодується однойменним геном, розташованим у людей на 1-й хромосомі. Довжина поліпептидного ланцюга білка становить 153 амінокислот, а молекулярна маса — 17 035.
| 10         |  | 20         |  | 30         |  | 40         |  | 50         |
| ---------- |  | ---------- |  | ---------- |  | ---------- |  | ---------- |
| MHYVHVHRVT |  | TQPRNKPQTK |  | CPSGGQSQGP |  | RGQFLDTVLA |  | AMCPIAMLLT |
| ADPGMPPTCL |  | WHTPHAKHKE |  | HLSIHLNMVP |  | KCVHMHVTHT |  | HTNSGSRYVG |
| KYILLIKWSL |  | AMYFVQGSTL |  | STVTKMSHGK |  | ALPDSDTYIQ |  | FPNQQGPHTP |
| SIP        |  |            |  |            |  |            |  |            |

A: Аланін

C: Цистеїн

D: Аспарагінова кислота

E: Глутамінова кислота

F: Фенілаланін

G: Гліцин

H: Гістидин

I: Ізолейцин

K: Лізин

L: Лейцин

M: Метіонін

N: Аспарагін

P: Пролін

Q: Глутамін

R: Аргінін

S: Серин

T: Треонін

V: Валін

W: Триптофан